# Obszar Lwowski Armii Krajowej

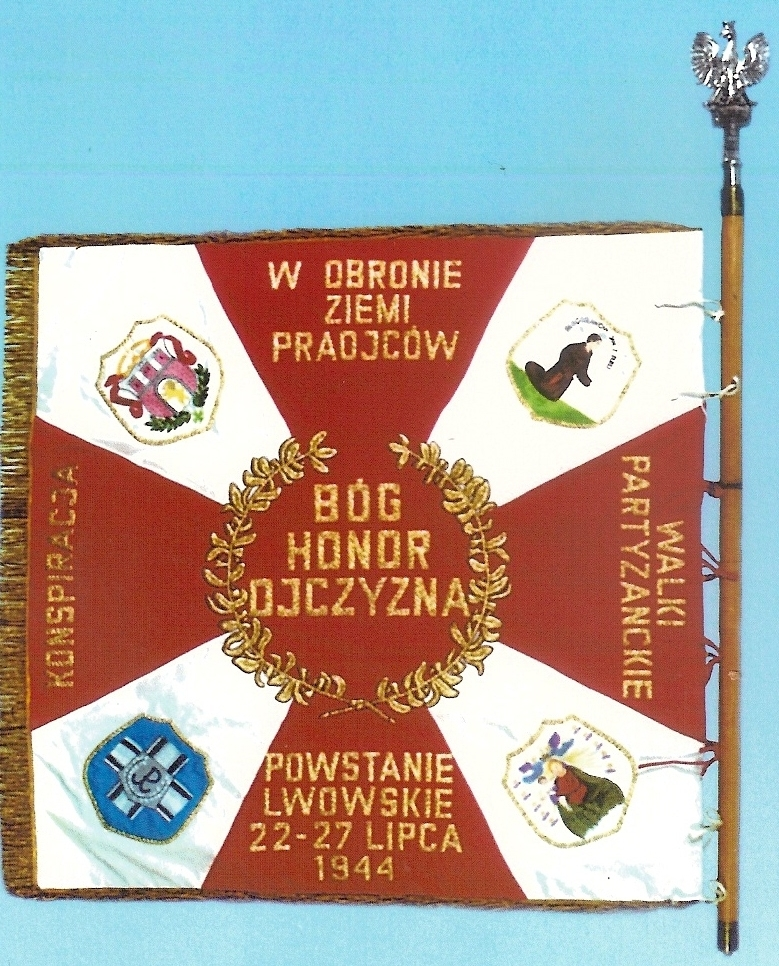
Sztandar ŚZŻ AK Obszaru Lwów

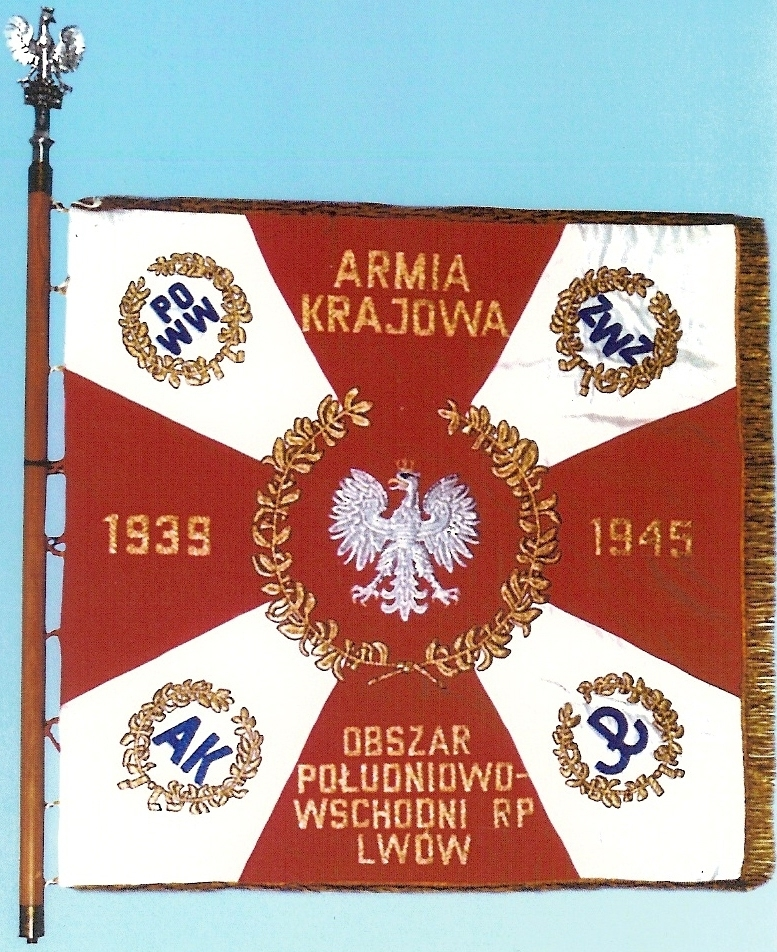
Sztandar ŚZŻ AK Obszaru Lwów

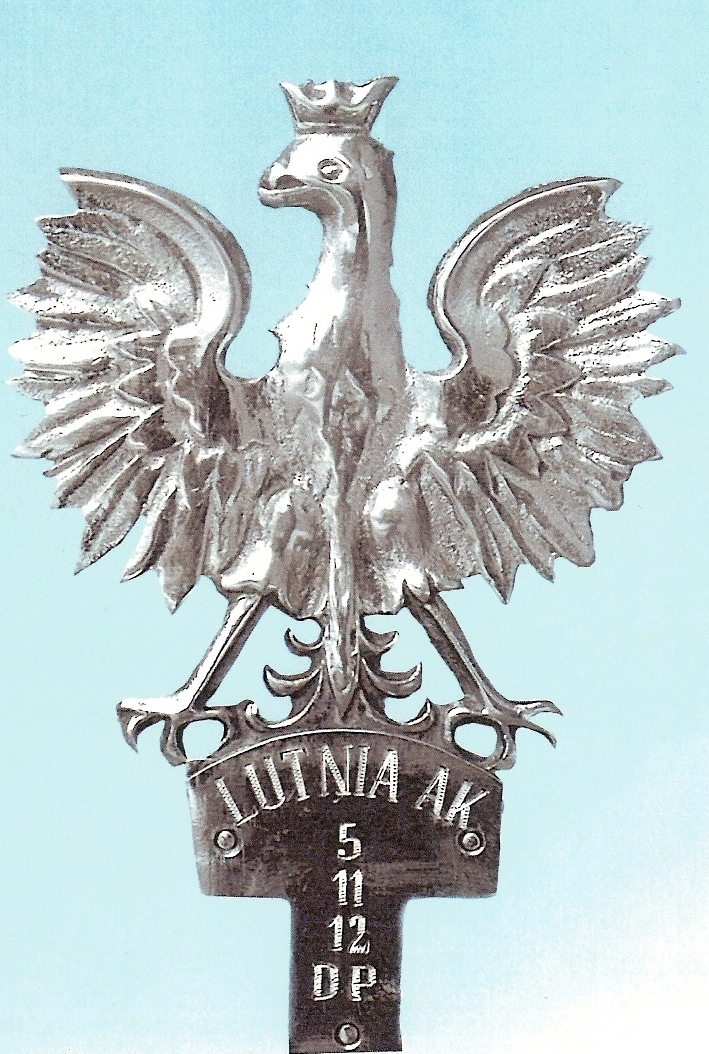
Sztandar ŚZŻ AK Obszaru Lwów

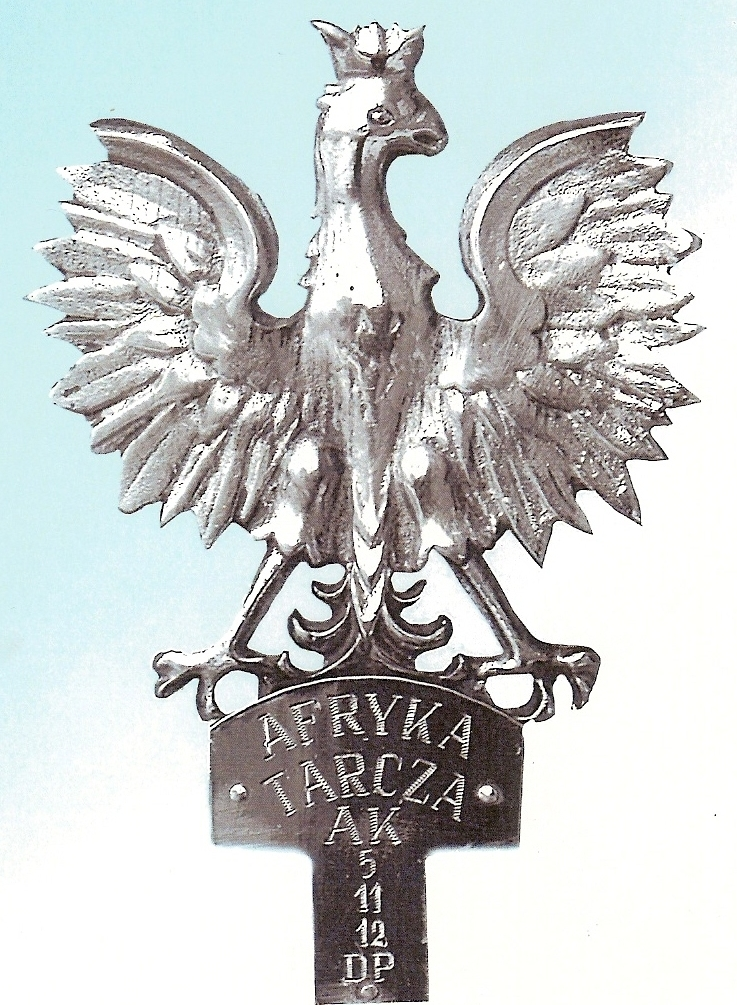
Sztandar ŚZŻ AK Obszaru Lwów

Obszar Lwowski Armii Krajowej (Obszar Południowo-Wschodni AK) – struktura organizacyjna ZWZ a potem Armii Krajowej. Kryptonimy "Orzech", "Wazon", "Lutnia".
Siedziba dowództwa mieściła się we Lwowie.

## Obsada personalna sztabu obszaru
Obsada "Orzecha" – kwiecień 1942
- Komendant Obszaru - gen. bryg. Kazimierz Sawicki "Prut"
- Szef sztabu - ppłk dypl. Mieczysław Dobrzański "Leon"
- Oddział I Organizacyjny - mjr Jerzy Neugebauer "Piotr" (do lutego 1942); potem rtm. dypl. Kornel Stasiewicz "Kostek"
- Oddział II 
  - Wywiad Wojskowy Ofensywny - kpt. dypl. Henryk Pohoski "Walery"
  - Kontrwywiad - Wywiad Defensywny - por. Zbigniew Makusch "Kazimierz"
- Oddział III Operacyjny - "Ryszard" mjr dypl. Tadeusz W. Wojciechowski
- Oddział IV Kwatermistrzowski - ppłk Tadeusz Zygmunt Słoniewski "Sewer "
- Oddział V Łączność
  - łączność konspiracyjna - Maria Chęcińska "Maria"; potem Stanisława Jakubowska "Marta"
  - łączność operacyjna - kpt. Marian Schmidt "Andrzej"
- Oddział VI BiP - "Sławek" Lech Sadowski do kwietnia 1942 - Władysław Grzędzielski "Błażej"
- Budżet i kasa Obszaru - Maria Chęcińska "Maria"
- Związek Odwetu (od września 1942 Kedyw) - "Adaś" mjr Jan Władyka

Obsada "Wazonu" – wrzesień 1943:
- Komendant Obszaru - płk Władysław Filipkowski "Stach"
- Szef sztabu - mjr dypl. Tadeusz W. Wojciechowski "Korab"
- Oddział I - mjr Kornel Stasiewicz "Prosper"
- Oddział WSK - Wanda Jamiołkowska "Irena"
- Oddział II - mjr dypl. piech. Henryk Pohoski "Adolf"
  - kontrwywiad - por. Czesław Dzierżek "Wilhelm"
  - Referat Legalizacji - Bernard Nuszkowski "Lang"
  - Sieć wtórna - pchor. Jerzy Polaczek "Dwera"
- Oddział III - kpt. dypl. Bolesław Tomaszewski "Bolesław"[a]
  - Referat Przerzutów Powietrznych - ppor. Maksymilian Kaucki "Antoni"
- Oddział IV - mjr Feliks Janson "Kamil"
  - WSOP - por. rez. NN "Bogusław"
- Oddział V Łączność
  - Vk - "Kalina" Janina Grabska-Treter
  - Vo - "Sławiński" mjr Franciszek Domurat (aresztowany 4 kwietnia 1944) - "Bogdan" kpt. Leopold Piątkiewicz
- Oddział VI BiP - Władysław Grzędzielski "Eden"
- Oddział VII Finansowy - Zdzisław Strzembosz "Józef"
  - ASCO - Stefania Augustin "Wiera"
- Oddział VIII Kedyw - mjr Jan Władyka "Adaś"
- Oddział IX Wojskowy - mjr Jerzy Neugebauer "Ostoja"

Obsada "Lutni" – wiosna 1944
- Komendant obszaru kryptonim "Granit" - płk Władysław Filipkowski "Janka"
- Szef sztabu kryptonim "Bazalt" - ppłk Feliks Janson "Sylwia"
- Oddział I kryptonim "Wapień" - kpt. dypl. Bolesław Tomaszewski "Warta" 
  - Komórka Legalizacji kryptonim "Dolomit" - ppor. Stanisław Kuliński "Skrzypek"
  - WSK kryptonim "Kreda" - Wanda Jamiołkowska "Grażyna"
- Oddział II kryptonim "Gryps" - mjr dypl. Henryk Pohoski "Stawisz"
  - wywiad - por. Antoni Chmielowski "Wroński"
  - kontrwywiad - ppor. Jerzy Polaczek "Dwera"
- Oddział III kryptonim "Gnejs" - kpt. dypl. Bolesław Tomaszewski "Bolesław"
- Oddział IV kryptonim "Trachit" - kpt. Józef Zieliński „Orzeł”
- Oddział V kryptonim "Łupek" 
  - Vo - kpt. Leopold Piątkiewicz "Bogdan"
  - Vk - Emilia Maleczyńska "Luiza"
- Oddział VI kryptonim "Garbo" - Mirosław Żuławski "Andrzej"
- Oddział VII kryptonim "Porfir" - ppor. Zdzisław Strzembosz "Stanisław"
- Oddział VIII kryptonim "Margiel" - ppłk Jan Władyka "Łopot

## Struktura organizacyjna
- Okręg Lwów Armii Krajowej
- Okręg Stanisławów Armii Krajowej
- Okręg Tarnopol Armii Krajowej
- Okręg Wołyń Armii Krajowej[2]

## Likwidacja obszaru
Po akcji „Burza” we Lwowie, 30 lipca 1944 odbył się przed Teatrem Wielkim wiec, w którym wzięli udział m.in. I sekretarz KC KP Nikita Chruszczow, dowódca 1 Frontu Ukraińskiego marszałek Iwan Koniew, oficerowie Wojska Polskiego. Po pierwszych przemówieniach ludzie zaczęli śpiewać hymn Polski a potem padły okrzyki: Niech żyje polski Lwów! Lwów do Polski! Polski Lwów! Następnego dnia gen. Iwanow wezwał na 21:00 na odprawę oficerów sztabu Okręgu, komendantów dzielnic i ich zastępców, oraz dowódców zgrupowań i kompanii. Zgłosiło się ich około 20 z szefem sztabu mjr. dypl. Stasiewiczem na czele. Wszyscy zostali internowani.
1 sierpnia nieujawniony szef sztabu Komendy Obszaru (a jednocześnie komendant NIE na ten Obszar), ppłk Janson "Carmen" wydał ostatni rozkaz lwowskiego dowództwa AK, w którym nakazywał likwidację oddziałów sztabu Komendy Obszaru nr 3 AK.
2 sierpnia delegacja oficerów Obszaru z Władysławem Filipkowskim na czele, udała się na rozmowy z gen. Michałem Żymierskim do Żytomierza, gdzie została w całości aresztowana w nocy z 2 na 3 sierpnia 1944 przez NKWD.

## Sztandar
Sztandar Światowego Związku Żołnierzy Armii Krajowej Obszaru Lwowskiego poświęcony został 10 września 1988 w czasie XVIII Ogólnopolskiej Pielgrzymki Kombatantów i Harcerzy na Jasną Górę. Poświęcenia sztandaru dokonał kapelan Armii Krajowej - Polski Walczącej, ks. Biskup Zawistowski w obecności: Matki Chrzestnej sztandaru – Joanny Darmaszewskiej ps. "Hanka", Ojca Chrzestnego sztandaru – Bronisława Dzikowskiego ps. "Kiełbik", senatora do spraw ludności polskiej za granicą – prof. Bogdana Skubiszewskiego oraz przedstawicieli Wojska Polskiego. 
Sztandar ufundowany przez żołnierza 26 pułku piechoty AK 5 Lwowskiej Dywizji porucznika Mieczysława Rychlickiego ps. "Pantera". Z kustoszem klasztoru o.o. Paulinów – ojcem Janem Golonką ustalono, że po odejściu większości żołnierzy Obszaru Lwowskiego AK na "wieczną wartę', sztandar ten będzie przekazany na Jasną Górę i umieszczony w Kaplicy Papieża Jana Pawła II.
Opis sztandaru
Na prawej stronie płatu sztandaru, pośrodku krzyża kawaleryjskiego znajdują się dwie gałązki wawrzynu ułożone w kształcie wieńca. Pośrodku wieńca mieści się orzeł państwowy. Pomiędzy ramionami krzyża kawaleryjskiego w rogach płatu są umieszczone mniejsze wieńce z wawrzynu, a w nich symbolika Polski Walczącej: POWW (Polska Organizacja Walk Wolnościowych), ZWZ (Związek Walki Zbrojnej), AK (Armia Krajowa), kotwica 
(znak Polski Walczącej).
Na ramionach krzyża widnieją napisy: ARMIA KRAJOWA, 1939 – 1945, OBSZAR POŁUDNIOWO – WSCHODNI RP LWÓW.
Na lewej stronie płatu, pośrodku krzyża kawaleryjskiego znajduje się wieniec, taki sam jak na prawej stronie płatu, a w wieńcu trzywierszowy napis: BÓG HONOR OJCZYZNA. Pomiędzy ramionami krzyża kawaleryjskiego w rogach płatu są umieszczone tarcze, a w nich znajdują się wizerunki patrona Lwowa - św. Jana z Dukli i Matki Boskiej Łaskawej oraz herb Lwowa i krzyż Armii Krajowej. Na ramionach krzyża kawaleryjskiego widnieją napisy: W OBRONIE ZIEMI PRAOJCÓW, KONSPIRACJA, WALKI PARTYZANCKIE, POWSTANIE LWOWSKIE 22-27 LIPCA 1944.
Na podstawie orła widnieje napis: LUTNIA AK (kryptonim Obszaru używany dla lotów samolotów zrzutowych) i wyszczególnione są nazwy dywizji: 5, 11, 12 DP. Na drugiej strony podstawy napisy: AFRYKA, TARCZA AK (kryptonimy lotów samolotów zrzutowych) i wyszczególnione nazwy dywizji: 5, 11, 12 DP

## Upamiętnienie
1 sierpnia 1980 w katedrze we Wrocławiu odsłonięto tablicę upamiętniającą żołnierzy Obszaru Lwowskiego i Okręgu Wileńskiego AK.